# Női 100 méteres hátúszás az 1928. évi nyári olimpiai játékokon
Az 1928. évi nyári olimpiai játékokon az úszás női 100 méteres hátúszás  versenyszámát augusztus 9. és 11. között tartották Olimpiai park Úszóstadionban.

## Rekordok
A versenyt megelőzően a következő rekord voltak érvényben:
| Világrekord     | Willy den Turk (Hollandia) | 1:22,0 | Rotterdam, Hollandia  | 1927. július 10. |
| Olimpiai rekord | Sybil Bauer (USA)          | 1:23,2 | Párizs, Franciaország | 1924. július 20. |

A versenyen új rekord született:
| Világrekord | 2. előfutam | Marie Braun (NED) | 1:21,6 | Amszterdam, Hollandia | augusztus 9. |

## Eredmények
Az időeredmények másodpercben értendők. A rövidítések jelentése a következő:
| - Q: továbbjutás helyezés alapján - q: továbbjutás időeredmény alapján - WR: világrekord | - =WR: világrekord beállítás - DNS: nem indult a futamon |

### Előfutam
Minden futam első két helyezettje automatikusan a döntőbe jutott. Az összesített eredmények alapján pedig a legjobb időeredménnyel rendelkező úszó került tovább.
| H        | Név                  | Nemzet                 | E          | Mj       |
| 1. futam | 1. futam             | 1. futam               | 1. futam   | 1. futam |
| -------- | -------------------- | ---------------------- | ---------- | -------- |
| 1.       | Ellen King           | Nagy-Britannia (GBR)   | 1:22,0     | Q, =WR   |
| 2.       | Marian Gilman        | Egyesült Államok (USA) | 1:24,0     | Q        |
| 3.       | Ena Stockley         | Új-Zéland (NZL)        | 1:25,4     | q        |
|          | Willy den Turk       | Hollandia (NED)        | DNS        |          |
|          | Agnete Olsen         | Dánia (DEN)            | DNS        |          |
|          | Idy Kohn             | Ausztria (AUT)         | DNS        |          |
| 2. futam |                      |                        |            |          |
| 1.       | Marie Braun          | Hollandia (NED)        | 1:21,6     | Q, WR    |
| 2.       | Lisa Lindstrom       | Egyesült Államok (USA) | 1:23,0     | Q        |
| 3.       | Phyllis Harding      | Nagy-Britannia (GBR)   | 1:27,8     |          |
| 4.       | Bonnie Mealing       | Ausztrália (AUS)       | nincs adat |          |
|          | Anni Rehborn         | Németország (GER)      | DNS        |          |
| 3. futam |                      |                        |            |          |
| 1.       | Eleanor Holm         | Egyesült Államok (USA) | 1:23,6     | Q        |
| 2.       | Joyce Cooper         | Nagy-Britannia (GBR)   | 1:24,2     | Q        |
| 3.       | Jeanne Grendel       | Hollandia (NED)        | 1:26,2     |          |
| 4.       | Else Jacobsen        | Dánia (DEN)            | 1:31,5     |          |
| 5.       | Marie-Jeanne Bernard | Luxemburg (LUX)        | nincs adat |          |

### Döntő
| H     | Név            | Nemzet                 | E      | Mj |
| ----- | -------------- | ---------------------- | ------ | -- |
| Arany | Marie Braun    | Hollandia (NED)        | 1:22,0 |    |
| Ezüst | Ellen King     | Nagy-Britannia (GBR)   | 1:22,2 |    |
| Bronz | Joyce Cooper   | Nagy-Britannia (GBR)   | 1:22,8 |    |
| 4.    | Marian Gilman  | Egyesült Államok (USA) | 1:24,2 |    |
| 5.    | Eleanor Holm   | Egyesült Államok (USA) | 1:24,4 |    |
| 5.    | Lisa Lindstrom | Egyesült Államok (USA) | 1:24,4 |    |
| 7.    | Ena Stockley   | Új-Zéland (NZL)        | 1:25,8 |    |